# 米娜·波波維奇
米娜·波波維奇（羅馬化：Mina Popović，1994年9月16日—），塞爾維亞女子排球運動員，司職副攻。現效力於土耳其豪門費內巴切女排俱樂部。

## 獎項

### 國家隊
- 2017年歐洲女子排球錦標賽： - 金牌
- 2019年歐洲女子排球錦標賽： - 金牌